# Thuần Cấn
Quẻ Thuần Cấn, đồ hình::|::| còn gọi là quẻ Cấn (艮 gen4), là quẻ thứ 52 của Kinh Dịch.
- Nội quái là ☶ (::| 艮 gen4) Cấn hay Núi (山).
- Ngoại quái là ☶ (::| 艮 gen4) Cấn hay Núi (山).

Giải nghĩa: Chỉ dã. Ngưng nghỉ. Ngăn giữ, ở, thôi, dừng lại, đậy lại, gói ghém, ngăn cấm, vừa đúng chỗ. Thủ cựu đợi thời chi tượng: giữ mức cũ đợi thời.